# Estación de Énova-Manuel
Énova-Manuel es una estación ferroviaria situada en el municipio español de Énova —cerca de Manuel—, en la provincia de Valencia, Comunidad Valenciana. Las instalaciones fueron abiertas al público en 2009. Forma parte de la línea C-2 de cercanías Valencia operada por Renfe. Cuenta también con servicios de media distancia.

## Situación ferroviaria
Se encuentra en el punto kilométrico 65 de la línea férrea de ancho ibérico Madrid-Valencia.

## La estación
Fue inaugurada el 10 de julio de 2009 con la apertura de la variante de Manuel y L'Enova. Su construcción se debe al intenso tráfico ferroviario que transcurría por la localidad de Manuel y que superara los doscientos trenes diarios. El nuevo trazado supuso la desaparición de siete pasos a nivel y la construcción de una nueva estación que sustituía a la antigua estación de Manuel-L'Enova, fuera de servicio tras el cambio de trazado.
El nuevo recinto es de planta única y tiene una superficie útil de 300 metros cuadrados. Su fachada está revestida con piedra caliza natural. Tiene dos andenes, tipo central, de 260 metros de longitud, con dos vías de ancho de 1668 mm. Cuenta con una amplia marquesina de 90 metros de longitud así como un paso subterráneo y ascensores. En el exterior existe un aparcamiento habilitado que consta de 114 plazas, cuatro de ellas reservadas para minusválidos.

## Servicios ferroviarios

### Cercanías
Los trenes de cercanías de la línea C-2 tienen parada en la estación.
| procedencia/destino | < estación   | Línea | estación > | destino/procedencia |
| ------------------- | ------------ | ----- | ---------- | ------------------- |
| Valencia-Norte      | Puebla Larga |       | Játiva     | Mogente             |

### Media Distancia
Algunas de las relaciones que unen Valencia con Alcoy se detienen en L'Enova-Manuel.
| Línea MD | Trenes   | Origen/Destino |  | Destino/Origen |
| -------- | -------- | -------------- |  | -------------- |
| 47       | Regional | Valencia       |  | Alcoy          |